# Amblyomma americanum
Espèce
Amblyomma americanum est une espèce de tiques de la famille des Ixodidae.

## Distribution

Distribution normale en rouge

Cette espèce se rencontre en Amérique.

## Problèmes de santé publique
Cette espèce peut être vectrice de plusieurs maladies dites vectorielles, dont :
- l'ehrlichiose ;
- la maladie de Lyme [1] due à plusieurs espèces de bactéries spirochète du genre Borrelia.
- deux formes d'allergies : l'allergie à la salive de tique, et l'allergie à la viande induite par la présence d'un anti-corps dirigé contre le sucre Alpha-gal contenu dans la viande (et le tube digestif de la tique)[réf. nécessaire]

## Organes de perception
L'organe de Haller est comme chez toutes les tiques le principal organe connu des sens. Il se compose d'une fosse antérieure et d'une capsule dite proximale.
Observé au microscopie électronique sa capsule présente une ouverture rectangulaire externe complexe. Deux types distincts de structures interne y sont décrites : des éléments aux formes irrégulières ;  des soies à paroi mince. Leurs fonctions sont encore mal comprises,. On montrera plus tard que l'organe de Haller permet à la tique de notamment détecter le rayonnement infra-rouges rayonnés par le corps d'hôtes potentiels, de manière directionnelle et d'ainsi se guider vers un hôte potentiel. 

## Publication originale
- Linnaeus, 1758 : Systema naturae per regna tria naturae, secundum classes, ordines, genera, species, cum characteribus, differentiis, synonymis, locis ed. 10 (texte intégral).